# 梅里達山脈

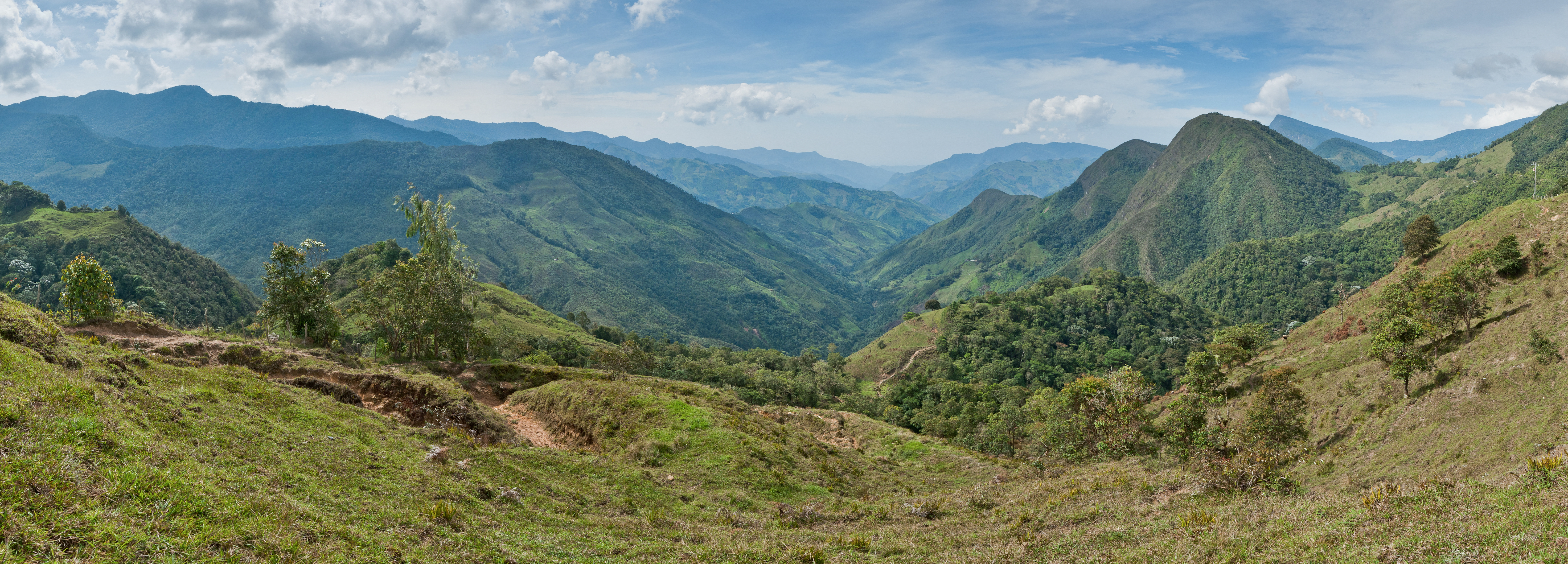

梅里達山脈（英語：Cordillera de Mérida）是委內瑞拉的山脈，位於該國西北部，是安第斯山脈東北部的延伸，橫跨塔奇拉州、梅里達州、巴里納斯州、特魯希略州、波圖格薩州和拉臘州:1259。

## 人文

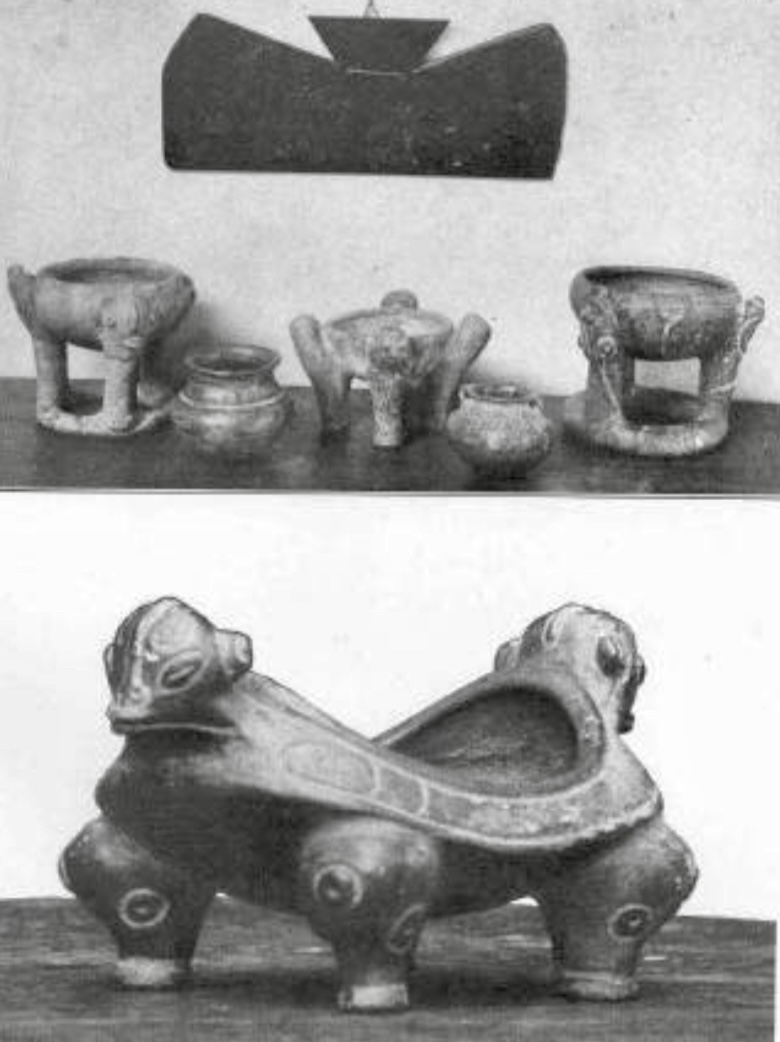
Cuica工艺品器具

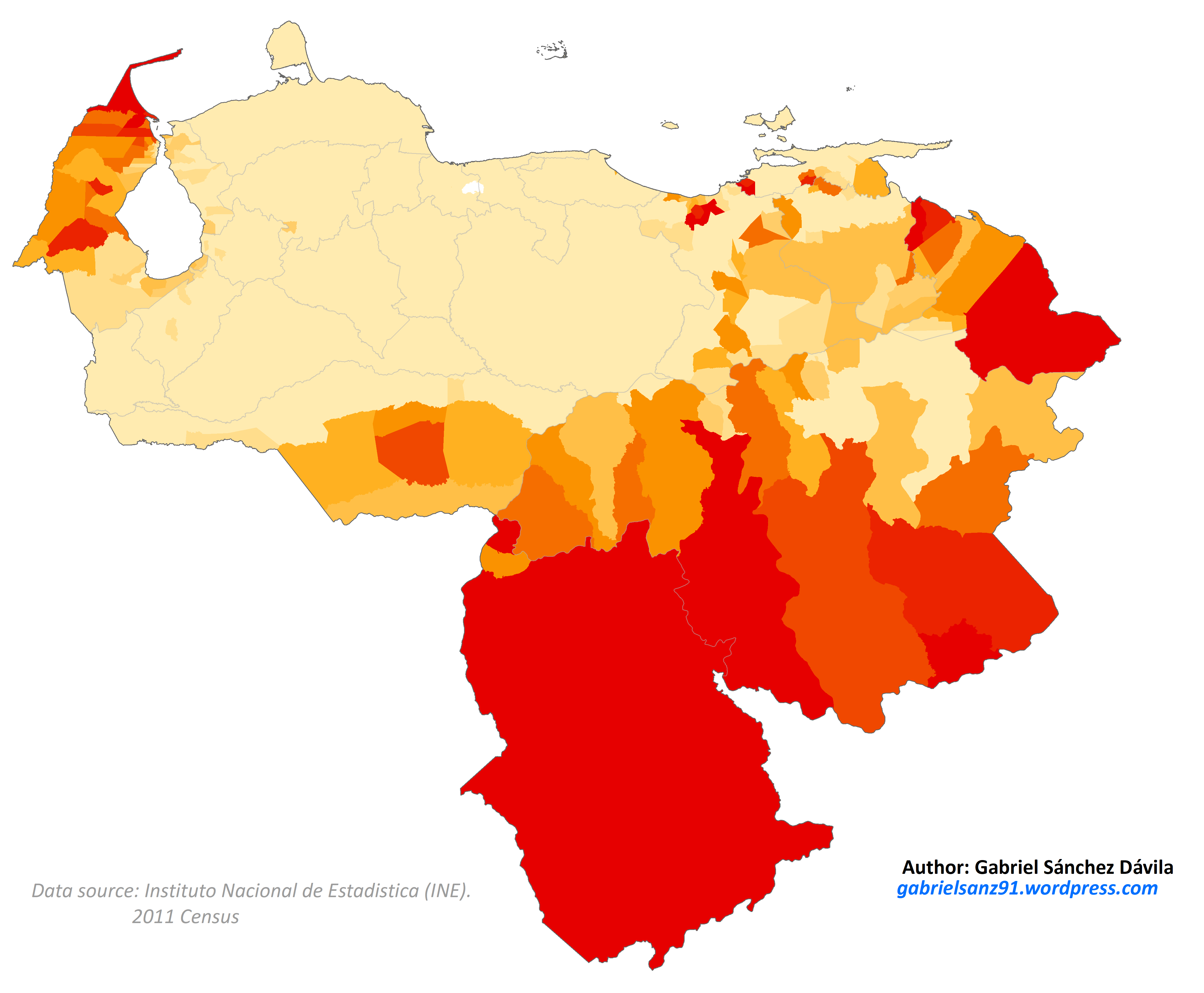
委内瑞拉土著分布，可见梅里达山脉处于空白区

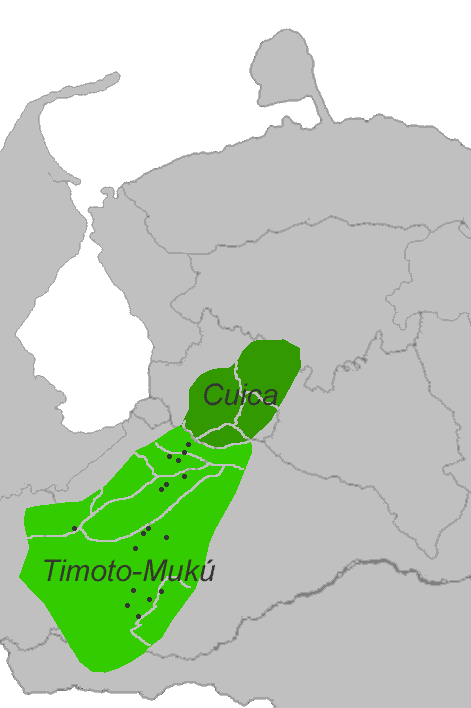
Timoto―Cuica语系的历史分布区正好位于梅里达山脉正脉上。

1999年玻利瓦尔革命前，委内瑞拉的土著权益政策远远落后于其他拉美国家，1961年宪法甚至比1947年宪法更加残害土著权益。1999年玻利瓦尔革命时委内瑞拉已成为南美土著比例最低国家之一，梅里达山脉则属于委内瑞拉最“白”的地区之一，土著几乎灭绝殆尽。不过，委内瑞拉的玻利瓦尔政府仍然成功寻访识别出了大量土著民族。今天，苏克雷市首府拉古尼亚斯城Timoto–Cuica两族下的Guazábara, Quinanoque, Orkas, Mucumbu, Casés与Quinaores之部落正积极发展自己的文化。
已灭绝的奎瓦Cuiba、南Jirajara民族过去也生活在梅里达山脉的库拉塔山区。